# 红额金翅雀属
红额金翅雀属是雀形目燕雀科下的一個屬。本屬物種分佈於歐洲地區，目前下屬3個物種。

## 命名歷史
本屬為法國動物學家馬蒂蘭·雅克·布里松於1847年建立。其模式種經重名關係指定為卡尔·林奈命名的红额金翅雀。其屬名來自林奈當時命名红额金翅雀的種小名，而該詞即為红额金翅雀的拉丁語名稱。

## 下屬物種
本屬包含以下物種：
- 红额金翅雀 Carduelis carduelis (Linnaeus, 1758)
- 桔黄丝雀 Carduelis citrinella (Pallas, 1764)
- 科西嘉黄丝雀 Carduelis corsicana (Koenig, AF, 1899)

## 外部連結
- 维基共享资源上的相關多媒體資源：红额金翅雀属
- 維基物種上的相關：红额金翅雀属